# Hans Martin Bury
Hans Martin Bury (* 5. April 1966 in Bietigheim) ist ein ehemaliger deutscher Politiker (SPD) und heutiger Manager.
Er war von 1999 bis 2002 Staatsminister im Bundeskanzleramt und von 2002 bis 2005 Staatsminister für Europa im Auswärtigen Amt.

## Ausbildung und Beruf
Nach dem Abitur im Jahr 1985 studierte Bury im dualen Studium Betriebswirtschaft an den Berufsakademien in Stuttgart und Mosbach und schloss sein Studium mit der staatlichen Abschlussbezeichnung eines Diplom-Betriebswirt (BA) 1988 ab. Danach arbeitete er als Vorstandsassistent bei der Volksbank Ludwigsburg eG.
Ab 2005 war Bury Managing Director in der European Investment Banking Division von Lehman Brothers und dort ab 2008 Mitglied des Vorstands. Nach der Insolvenz der Bank wechselte er kurzzeitig zur Nomura Bank, die das Europageschäft von Lehmann Brothers übernahm. Von 2009 bis zum 31. Dezember 2017 war er Managing Partner der Unternehmensberatung Hering Schuppener Consulting.
Die Deutsche Telekom AG gab bekannt, dass Bury am 15. Mai 2008 als Mitglied des Aufsichtsrats bestellt werde.

## Partei
Seit 1988 ist Bury Mitglied der SPD. In den Jahren 1997 bis 2005 gehörte er dem SPD-Landesvorstand in Baden-Württemberg an.

## Abgeordneter
Von 1989 bis 1990 war Bury Mitglied im Stadtrat von Bietigheim-Bissingen.
Von 1990 bis 2005 war er Mitglied des Deutschen Bundestages. Hier war er von 1992 bis 1994 Sprecher der Gruppe junger Abgeordneter („Youngster“). Danach war er bis 1998 Sprecher der SPD-Bundestagsfraktion für Post und Telekommunikation, dann bis 1999 Sprecher für Wirtschaft und Technologie. Er gehört dem Netzwerk Berlin an.
Hans Martin Bury ist 1998 als direkt gewählter Abgeordneter des Wahlkreises Neckar-Zaber und sonst stets über die Landesliste Baden-Württemberg in den Deutschen Bundestag eingezogen.
Bei der Bundestagswahl 2005 trat Bury nicht mehr an.

## Öffentliche Ämter
Von August 1999 bis Oktober 2002 gehörte Hans Martin Bury als Staatsminister im Bundeskanzleramt der von Bundeskanzler Gerhard Schröder geführten Bundesregierung an. Nach der Bundestagswahl 2002 wurde er im Oktober 2002 zum Staatsminister für Europa im Auswärtigen Amt ernannt und war seit Juni 2003 zugleich Beauftragter der Bundesregierung für die deutsch-französische Zusammenarbeit. Nach der Bundestagswahl 2005 schied er am 22. November 2005 aus dem Amt. Seit 1999 war er Mitherausgeber der 2017 eingestellten Zeitschrift Berliner Republik.